# Saint-André-de-l'Eure

Saint-André-de-l'Eure este o comună în departamentul Eure, Franța. În 1 ianuarie 2022 avea o populație de 3.903 de locuitori.